# (7084) 1991 BR
(7084) 1991 BR là một tiểu hành tinh vành đai chính. Nó được phát hiện bởi Atsushi Sugie ở Dynic Astronomical Observatory ngày 19 tháng 1 năm 1991.